# リカルド・ソアレス・フロレンシオ
ルッソ（Russo）ことリカルド・ソアレス・フロレンシオ（Ricardo Soares Florêncio、1976年7月18日 - ）は、ブラジル出身の元同国代表サッカー選手。ポジションはDF。

## 経歴
ブラジル代表として5試合に出場し、FIFAコンフェデレーションズカップ1997に出場した。